# Руки геть від Росії
Кампанія «Руки геть від Росії» — міжнародна політична ініціатива, вперше започаткована британськими соціалістами в 1919 році для організації протидії британському втручанню на боці білих армій проти більшовиків у Громадянську війну в Росії, а також для протидії підтримці Польщі під час Польсько-радянська війна. Рух фінансувався частково за фінансової підтримки самих більшовиків. Найвидатнішим їхнім успіхом було зупинення плавання корабля СС «Веселий Джордж із боєприпасами, що прямував до Польщі. Рух заохочував новонароджений Комуністичний Інтернаціонал і зрештою його наслідували в кількох інших країнах, включаючи Сполучені Штати, Канаду та Австралію.

## Історія

### Заснування
Національний комітет руху «Руки геть від Росії» був обраний на конференції в Лондоні в січні 1919 року. Кошти на рух Сільвія Панкхерст отримала з Москви.  Такі соціалісти, як Вільям Пол, В. П. Коутс (національний секретар), Гаррі Полліт (національний організатор), Девід Рамзі (скарбник) і Альфред Комрі, брали активну участь у кампанії.

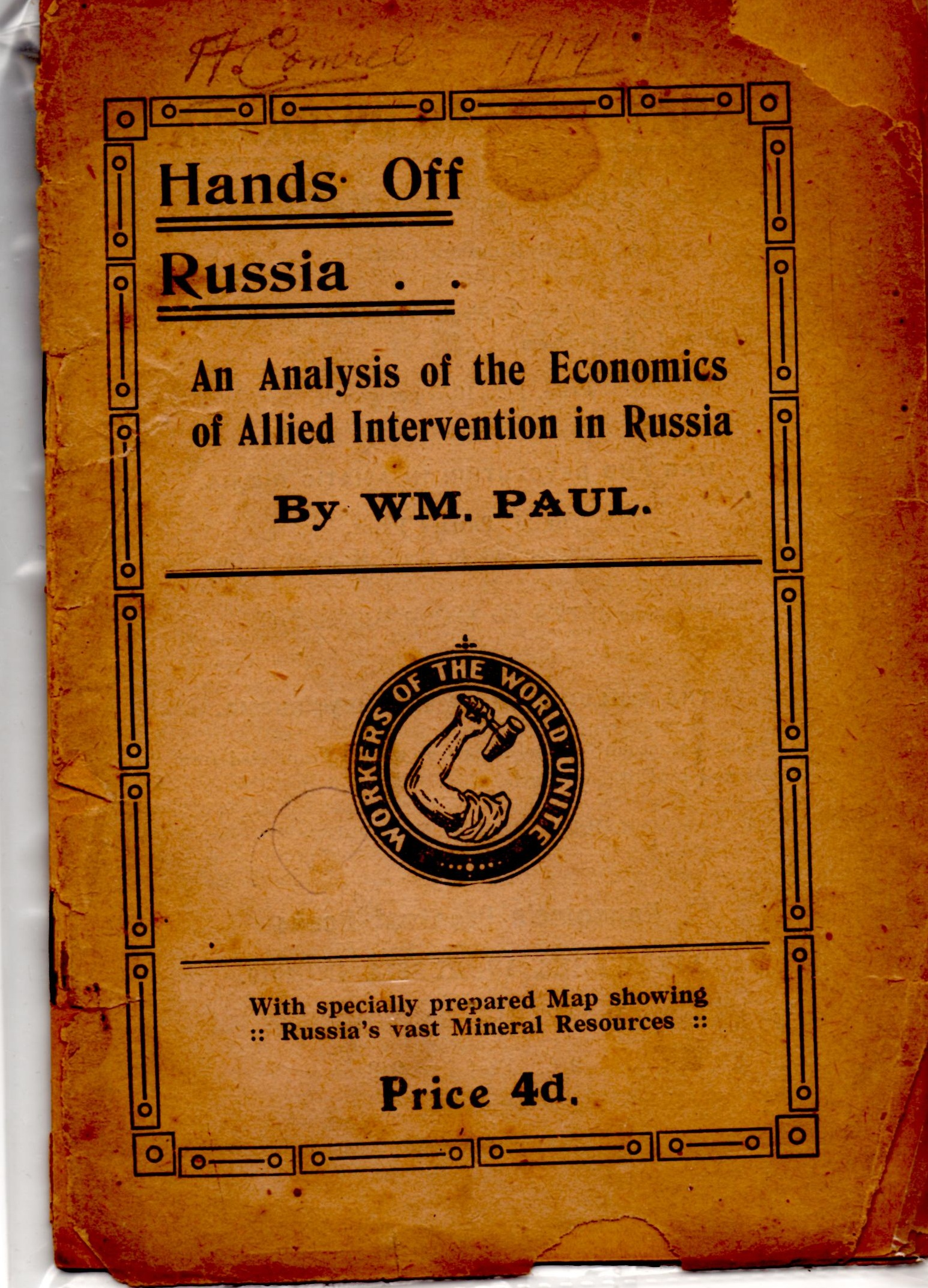
Примірник Альфреда Комрі « Руки геть від Росії » Вільяма Пола, 1919 рік

Багато з тих, хто брав активну участь у кампанії «Руки геть від Росії», наступного року заснували Комуністичну партію Великої Британії.

### ССВеселий Джордж
У травні 1920 року докери Східного Лондона відмовилися завантажити вантажне судно СС Веселий Джордж зі зброєю, що прямувала до Польщі, яка тоді воювала з Радянською Росією під час польсько-радянської війни за спірний кордон. Частково завдяки агітації Гаррі Поллітта, майбутнього лідера Комуністичної партії Великої Британії, який на той момент залишив свою роботу як національного організатора руху та повернувся до роботи в доках, депутація докерів був відправлений поговорити з Ернестом Бевіном, який тоді був високопосадовцем профспілки докерів. Бевін пообіцяв повну підтримку профспілки в їхніх діях, і власники судна, Walford Line, були змушені погодитися на вивантаження зброї з судна. «Веселий Джордж» відплив 15 травня 1920 року без шкідливого вантажу.
Рух не зміг запобігти відпливу ряду інших кораблів, навантажених зброєю, до Польщі, включно з датським пароплавом «Нептун» 1 травня 1920 року та двома бельгійськими баржами. Поставка на борту Jolly George була однією з останніх партій зброї, обіцяних полякам у жовтні минулого року.
5 серпня 1920 року, коли більшовицькі війська підходили до Варшави, Британська лейбористська партія та конгрес тред-юніонів відповіли на запропоноване англо-французьке втручання у війну, оголосивши, що вони мобілізують свої рухи, щоб протистояти будь-якому втручанню у війну. Наступна перемога поляків у битві під Варшавою 16 серпня зробила це питання спірним, зробивши непотрібним втручання для порятунку Польщі.

### Наслідки
У 1924 році лейбористський уряд Рамзі Макдональда встановив дипломатичні відносини з Радянським Союзом, і в світлі цього комітет був перейменований на Англо-російський парламентський комітет.

## Публікації
- L. J. Macfarlane (December 1967). Hands off Russia: Labour and the Russo–Polish War, 1920. Past and Present (38): 126—152. doi:10.1093/past/38.1.126.
- William Paul, Hands Off Russia: An Analysis of the Economics of Allied intervention in Russia. Glasgow: Socialist Labour Press, n.d. [c. 1919].
- n.a. [A. Raphailoff], Hands Off Soviet Russia! New York: Communist Labor Party of America, 1919.
- Israel Zangwill, Hands Off Russia: Speech at the Albert Hall, February 8th, 1919. London: Workers' Socialist Federation, n.d. [1919].

## Ефемера
- Циркулярний лист канадського «Комітету «Руки геть від Росії», Торонто, Онтаріо, nd [Вересень 1920].